# ЭТ-80
ЭТ-80 — советская электрическая торпеда. Первая советская серийная противокорабельная бесследная торпеда с системой беспузырной стрельбы на основе электродвигателя постоянного тока (марка ПМ5-2). Разработана в 1938—1942 году, принята на вооружение в 1942 году. Использовалась советскими подводными лодками во время Великой Отечественной войны.

## Технические характеристики
- Калибр — 534 мм
- Длина торпеды — 7500 мм
- Масса торпеды — 1840 кг
- Масса заряда ВВ — 400 кг
- Вид ВВ — МС
- Глубина хода — 2-14 м
- Дальность — 4000 м
- Скорость — 29 узлов
- КВ — 2 ИУС

## История создания
Первые разработки торпедных электродвигателей и аккумуляторных батарей предпринимались в конце 1920-х годов в Остехбюро при участии В. Ф. Миткевича и М. А. Шателена. В 1932 году Центральной аккумуляторной лабораторией (ЦАЛ) в Ленинграде была создана первая торпедная аккумуляторная батарея, а завод «Электросила» закончил разработку торпедного электродвигателя. Испытания показали, что конструкция этого двигателя непригодна. В 1936 году Н. Н. Шамарин предложил конструкцию биротативного двигателя. В 1937—1938 годах конструкторами НИМТИ, заводов № 231 им. Ворошилова, «Двигатель» и «Электросила» велась разработка биротативного электродвигателя ДП-4 мощностью 45 кВт. В 1938 году были проведены испытания торпед на основе двигателя ДП-4.

В 1939 году разработка электроторпед передана в ЦКБ-39. НИЛ-10 (бывшая ЦАЛ) разработала аккумуляторную батарею В-6-II (80 свинцово-кислотных аккумуляторов). Завод «Электросила» разработал электродвигатель ПМ5-2 на основе конструкторского решения Р. И. Ласточкина. В качестве прототипа корпуса новой электроторпеды использовались разработки для торпеды 53-38. Электроторпеда получила шифр ЭТ-80.

В 1939 году на вооружение немецкого флота поступила электроторпеда G7e, что привело к форсированию работ над торпедой ЭТ-80.
В сентябре — декабре 1940 года проведены заводские испытания торпеды ЭТ-80. Принято решение об изготовлении установочной партии торпед для проведения государственных испытаний в 1941 году.
В августе-сентябре 1941 года ленинградские предприятия эвакуированы на Урал и в Казахстан. Завод имени К. Е. Ворошилова № 231 эвакуирован в город Уральск Казахской ССР. Производство торпед выстраивалось с нуля.
В июле 1942 года выпущена партия торпед ЭТ-80 для государственных испытаний.
В декабре 1942 года получен образец немецкой торпеды G7е. Торпеду осмотрели нарком ВМС Н. Г. Кузнецов и нарком судостроительной промышленности И. И. Носенко. Принято решение ускорить производство ЭТ-80.
В мае 1943 года произведён пробный выстрел боевой торпедой. Торпеда ЭТ-80 включена в состав боекомплекта действующих подводных лодок.
За период 1943-45 гг. на заводе № 231 им. Ворошилова было изготовлено 303 торпеды ЭТ-80.

### Награды
За создание первой отечественной электроторпеды ЭТ-80 группа конструкторов и инженеров была удостоена Сталинской премии 1 степени за 1943 год:
- Шамарин Николай Николаевич (главный конструктор),
- Жигарь Григорий Иванович, инженер завода № 231
- Горбунов Валентин Дмитриевич, инженер завода № 231
- Ласточкин Ростислав Иванович, инженер завода № 659, конструктор электродвигателя ПМ5-2.
- Болкунов Григорий Васильевич, научный сотрудник завода № 389,
- Симонов Александр Иванович, конструктор завода № 702,
- Брыкин Александр Евстратьевич, инженер-капитан 1 ранга (начальник НИМТИ 1932—1939, в 1943 году — начальник минно-торпедного факультета ВМА).

## Известное военное применение
- 24 августа 1944 г., подводная лодка «С-15». Первая атака с использованием электроторпеды ЭТ-80 (и первое боевое использование электроторпед отечественными подлодками). Два выстрела торпедами ЭТ-80, обе торпеды поразили цель, транспорт затонул.
- 10 сентября 1944 г., подводная лодка «С-51». Атака на конвой из двух транспортных кораблей и трёх кораблей охранения. С дистанции 8 кабельтовых произведено 4 выстрела торпедами ЭТ-80. Две торпеды попали в корабль охранения, корабль затонул. Одна торпеда поразила транспорт.